# Der Kuhhandel
Der Kuhhandel ist eine Operette zwei Akten von Kurt Weill, deren erste unvollendete Fassung 1934 entstand. Der Text stammt von Robert Vambery.

## Werkgeschichte
Das Werk wurde in seiner ursprünglichen, deutschsprachigen Fassung, die im ersten Halbjahr 1934 entstand, zu Lebzeiten Weills nicht ganz vollendet und auch nicht aufgeführt. Dagegen erlebte eine überarbeitete, englischsprachige Fassung (Buch: Reginald Arkell, Gesangstexte: Desmond Carter) unter dem Titel A Kingdom for a Cow ihre Uraufführung als dreiaktiges Musical Play im Savoy Theatre London am 28. Juni 1935. Diese floppte jedoch. Weill arbeitete danach am Kuhhandel nicht mehr weiter, benutzte aber Teile davon für andere Werke.
Um 1970 revidierte Robert Vambery sein Libretto zur ursprünglichen deutschsprachigen Fassung. Unter der Leitung von Lys Symonette, Weills ehemaliger Korrepetitorin, wurde dann eine spielbare Fassung der Fragment gebliebenen Operette hergestellt, die 1978 beim Schott-Verlag erschien.
Die revidierte Fassung von Lys Symonette und Robert Vambery wurde am 18. Juni 1994 im Volkstheater Bautzen unter Anwesenheit von Symonette und Vambery uraufgeführt.
Der Kuhhandel gilt als frecher, schärfer und satirischer als A Kingdom For A Cow. Bei den Bregenzer Festspielen 2004 wurde Der Kuhhandel, textlich neu bearbeitet von Reinhard Palm, in einer Inszenierung von David Pountney aufgeführt.

## Instrumentation
Die Orchesterbesetzung der Operette enthält die folgenden Instrumente:
- Holzbläser: zwei Flöten (auch Piccolo), Oboe, zwei Klarinetten (1. auch Altsaxophon, 2. auch Tenorsaxophon), Fagott
- Blechbläser: Horn, zwei Trompeten, zwei Posaunen, Tuba
- Pauken, Schlagzeug: Kleine Trommel, Große Trommel, Becken, Triangel, Rührtrommel, drei Tomtoms, Tamburin, Steel Drum, Gong, Kastagnetten, Glockenspiel, Xylophon, Vibraphon
- Gitarre (auch Banjo und Bassgitarre)
- Harfe
- Orgel oder Harmonium (auch Akkordeon)
- Streicher

## Aufnahmen
- Mit Lucy Peacock, Eberhard Buchner, Christian Schotenrohr, Walter Raffeiner, Udo Holdorf, Oskar Hillebrandt, Dariusz Niemirowicz, Ingeborg Most, Frederic Mayer, Renate Zimmermann, Regina Rottger, Franz Gerihsen, Heinz Heidbuchel, Josef Wagner, Gerd Grochowski, Josef Otten, Dieter Muller. Kölner Rundfunkchor, Kölner Rundfunk-Sinfonie-Orchester, Jan Latham-Koenig (Dirigent). Köln 1992 (Capriccio – C60013-1)